# Neotropis
Neotropis ist ein Begriff aus der Biogeographie. Er wird sowohl in der Tiergeographie als auch der Pflanzengeographie (als eines der Florenreiche) verwendet. Er steht für Südamerika (aus botanischer Sicht zählt die südlichste Andenregion nicht mehr zur Neotropis, sondern zur Antarktis), Mittelamerika, die Westindischen Inseln, den südlichen Teil von Mexiko sowie die Südspitze Floridas. Die tiergeographische Region der Neotropis umfasst Südamerika, Mittelamerika und Westindien. Dabei stellt Mittelamerika ein Übergangsgebiet zur Nearktis dar.

Die neotropische Region (lila)

Die Neotropis war lange Zeit von Nordamerika getrennt, deshalb konnte sich dort eine sehr eigenständige Tier- und Pflanzenwelt entwickeln, die mehr den gondwanischen Elementen der Antarktis und Australis ähnelt.

## Subregionen
Man unterscheidet innerhalb der Neotropis mehrere Subregionen. Dies sind in erster Linie die Westindischen Inseln, die eine sehr eigenständige Tierwelt aufweisen, und Mittelamerika. In Südamerika selbst unterscheidet man vor allem eine andin-patagonische und eine guiana-brasilianische Fauna. Erstere umfasst die Andenregion sowie die kühleren Pampas-Gebiete und die patagonischen Steppen, letztere die tropischen Tieflandswälder und Savannen. Schließlich bilden die Galapagos-Inseln eine klar begrenzte Einheit innerhalb der Region.

## Flora

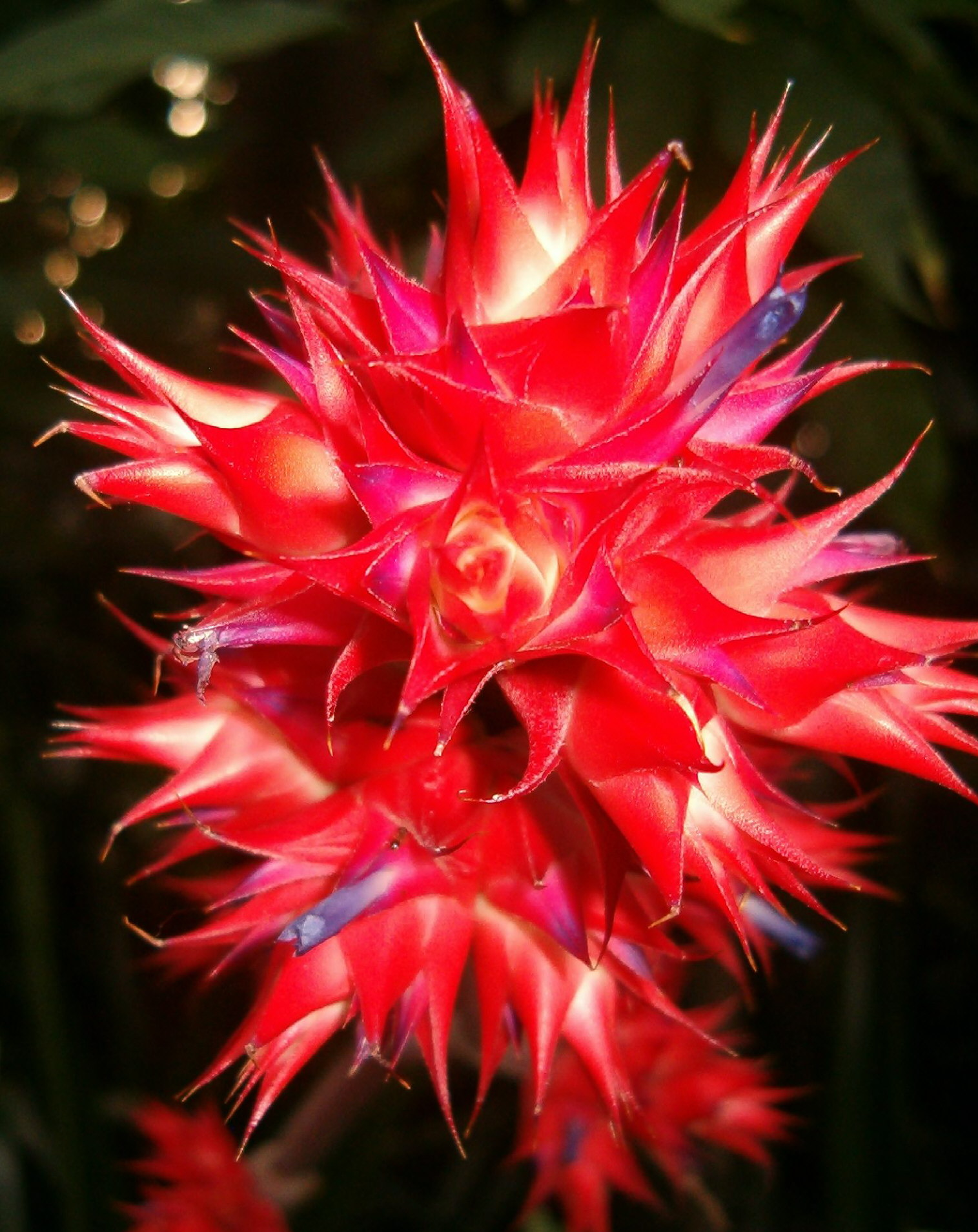
Blütenstand von Hohenbergia stellata (Bromeliaceae), welche beispielsweise in Tobago, Trinidad, Venezuela und Brasilien beheimatet ist

Zu den wichtigsten Vegetationsformen zählen die tropischen Regenwälder. Diese bedecken einen großen Teil des Amazonastieflands sowie weite Gebiete Mittelamerikas. Isoliert davon findet man an der südlichen Ostküste die sogenannte Mata Atlântica, den Atlantischen Regenwaldgürtel. Diese ist durch Savannen und Trockenwälder (Cerrado, Gran Chaco) von den Amazonas-Regenwäldern getrennt. Im Norden der Amazonaswälder liegt eine weitere Savannenregion, die Llanos. Die Westflanke Südamerikas wird von der gewaltigen Gebirgskette der Anden beherrscht, an deren Hängen sich in den Tropen die Bergregenwälder empor ziehen und dann in Hochlandsteppen übergehen. Westlich der tropischen Anden liegt die trockene Atacama-Wüste. Diese Trockengebiete gehen in südlicher Richtung über mediterrane Buschgebiete in gemäßigte Laubwälder über, die sich bis Feuerland erstrecken. Im Osten der südlichen Anden dehnen sich die Pampas-Grasländer und die Patagonischen Steppen aus.
Besonders charakteristische Familien sind bei den Pflanzen die Cactaceae und die Bromeliaceae, aber auch die Tropaeolaceae; als Gattungen Agave und Yucca sowie etliche Gattungen der als Familie pantropischen Palmen (Euterpe, Sabal, Jubaea). Weitere Familien sind Cannaceae, Cyclanthaceae und Marcgraviaceae.

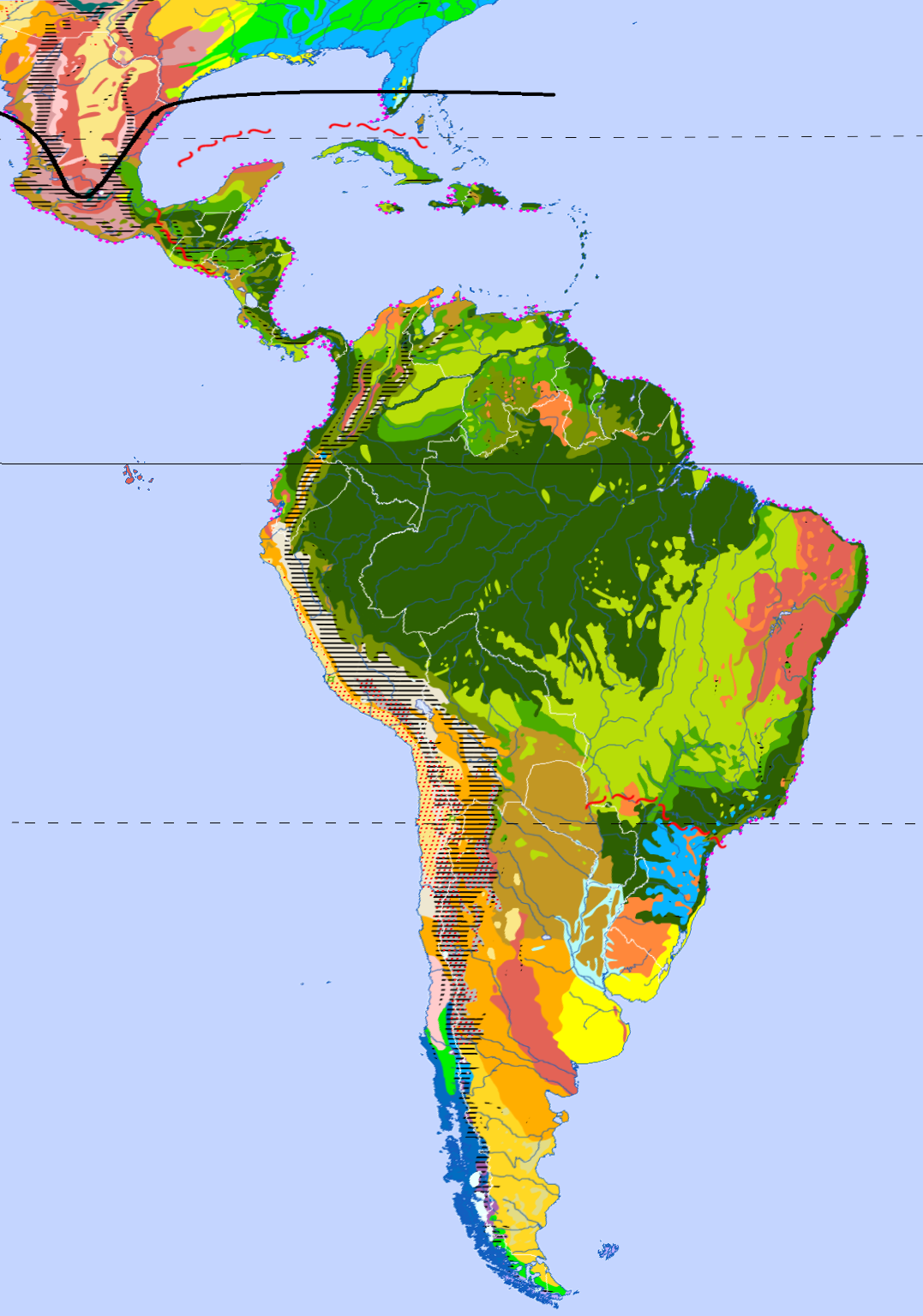
Die natürlichen Vegetationszonen der Neotropis

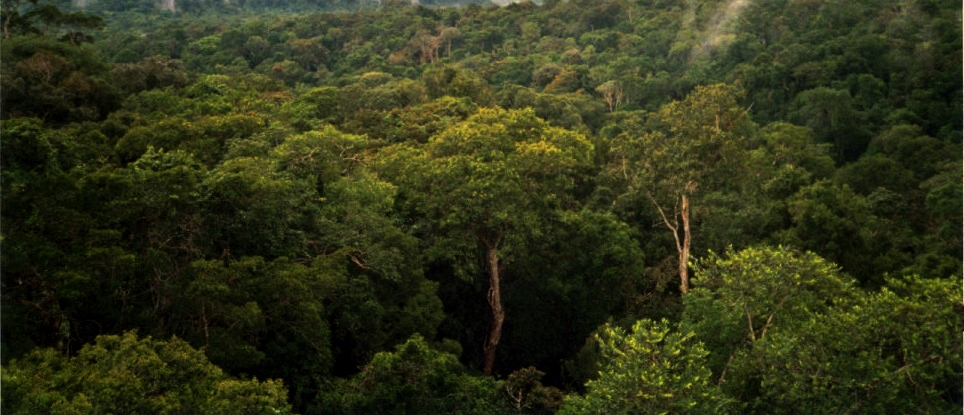
Tropischer Regenwald im Amazonasbecken nördlich von Manaus, Brasilien

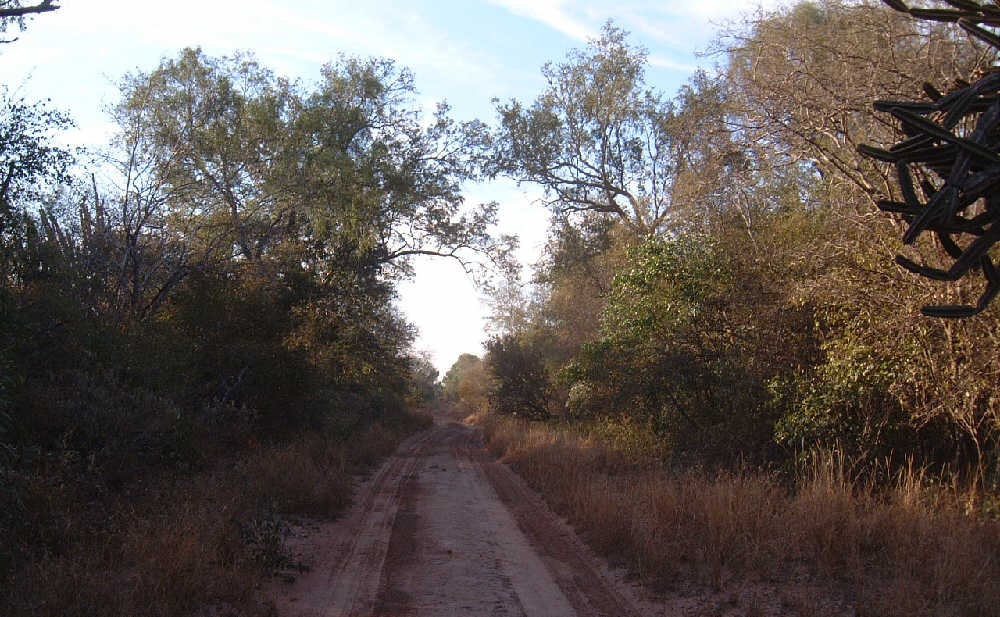
Die Trockenwälder des Gran Chaco im nördlichen Paraguay

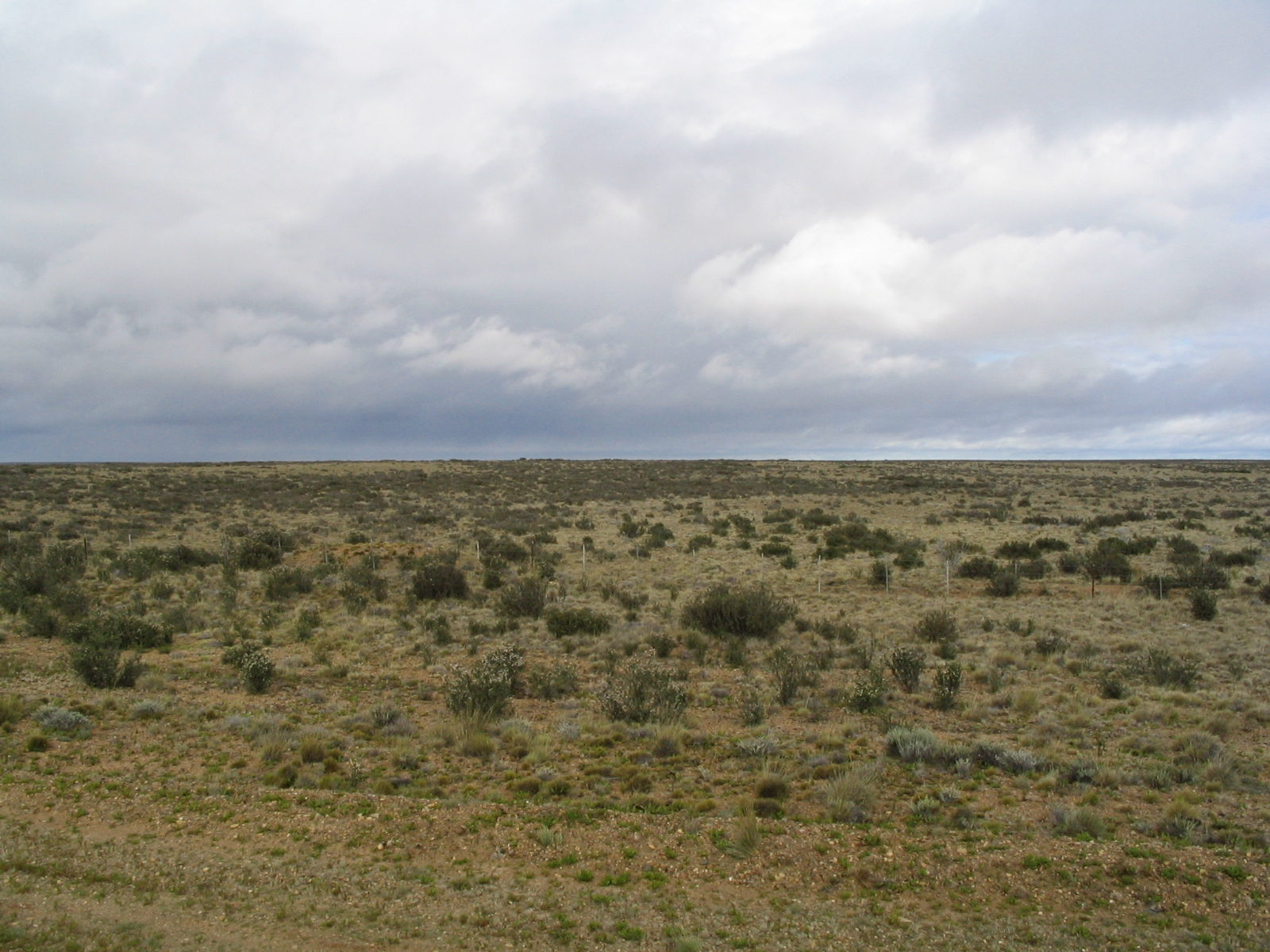
Trockensteppe in Patagonien

|  Eisschilde und Gletscher             |  Immergrüner borealer Nadelwald      |  Winterkalte Halbwüsten                         |  Trockensavannen                                      |
|  Kältewüste                           |  Gebirgs-Nadelwälder                 |  Winterkalte Wüsten                             |  Dornstrauch- und Kakteensavannen                     |
|  Flechten- und Moostundra             |  Gemäßigte Küsten-Regenwälder        |  Hartlaubvegetation                             |  Tropische Trockenwälder                              |
|  Zwergstrauch- und Wiesentundra       |  Laub- und Nadelmischwälder          |  Heiße Halbwüsten                               |  Regengrüne Feuchtsavannen                            |
|  Bergtundra, alpine Matten und Heiden |  Gemäßigte Laub- und Auenwälder      |  Heiße Wüsten                                   |  Tropische und ʅ subtropische regengrüne Feuchtwälder |
|  Laubholz Waldtundra und boreale Auen |  Gemischte Waldsteppen               |  Hochlandsteppen und -wüsten                    |  Tropische und ʅ subtropische Regenwälder             |
|  Nadelholz Waldtundra                 |  Grassteppen und Salzwiesen          |  Subtropische Trockenwälder                     |  Tropische Gebirgsregenwälder und -Nebelwälder        |
|  Sommergrüner borealer Nadelwald      |  Strauch- und Trockensteppen         |  Subtropische Feuchtwälder                      |  Riedsümpfe und flutende Wasserpflanzen               |
| ≡ = Gebirgszüge                       | ::: = vegetationslose Wüstenregionen | :¤: = Oasenvegetation (zum Teil mit Begrenzung) | ••• = Mangrovenküsten                                 |

## Fauna
Südamerika war während des größten Teils der Erdneuzeit von den anderen Kontinenten isoliert. Damals bildeten sich einmalige Säugetierformen heraus, die zum Teil noch heute für Südamerika charakteristisch sind. Dazu zählen verschiedene Beuteltiere, die Gürteltiere, Ameisenbären und Faultiere. Die Neuweltaffen und Meerschweinchenverwandten gelangten ebenfalls sehr früh als Inselhüpfer auf den Kontinent. Die heutige Säugetierfauna der neotropischen Region besteht allerdings zum größten Teil aus Gruppen, die im Zuge des großen Amerikanischen Faunenaustauschs im Pliozän aus Nordamerika einwanderten. Als sich vor etwa drei Millionen Jahren die mittelamerikanische Landbrücke bildete, gelangten Paarhufer (Hirsche, Kamele, Nabelschweine), Unpaarhufer (Tapire), Hasen, Raubtiere (Katzen, Hunde, Marder, Bären, Kleinbären), Insektenfresser und die Nagerfamilien der Neuweltmäuse und Hörnchen aus Nordamerika nach Südamerika. Damals wanderten auch Rüsseltiere und Pferde ein, die jedoch später wieder verschwanden.

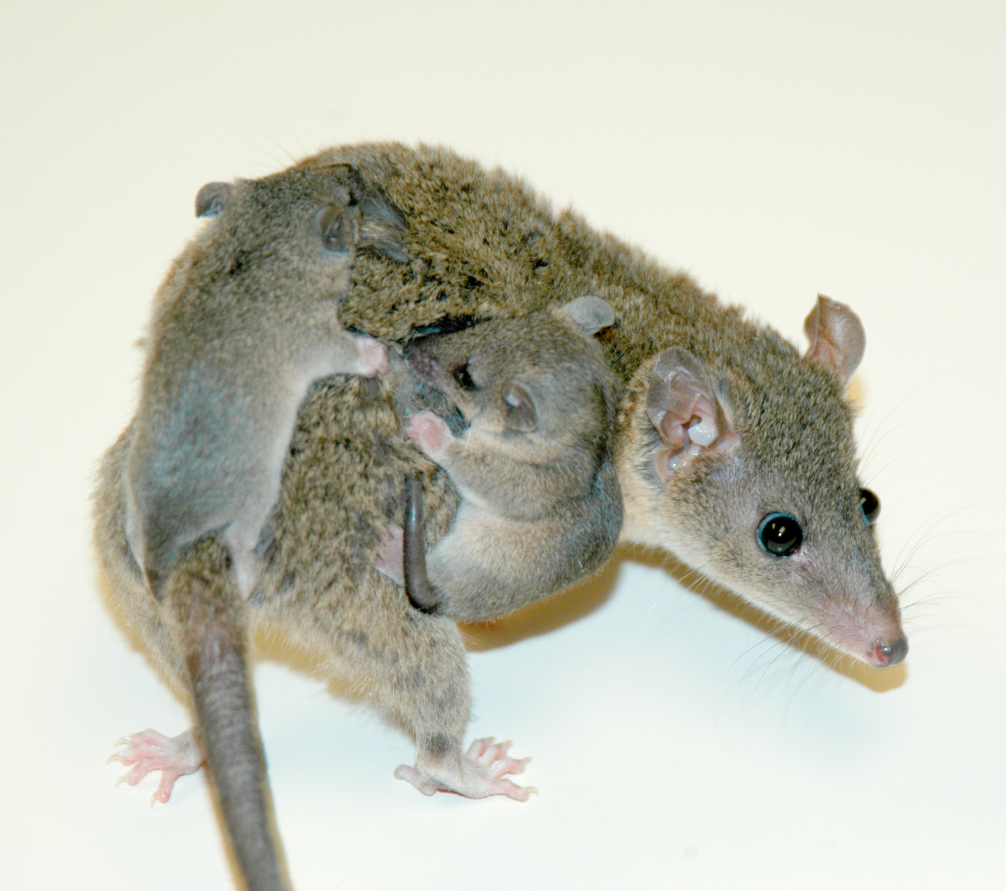
Beutelratte der Gattung Monodelphis

Die Beuteltiere sind in Südamerika durch Beutelratten, Mausopossums und die Microbiotheriidae vertreten. Die Beutler sind dabei bis auf das Nordopossum, das auch in der Nearktis vorkommt, auf die Neotropis beschränkt. Neben kletternden Formen (Didelphis, Marmosa) gibt es auch semiaquatische (Lutreolina, Chironectes).  Die Mausopossums sind auf Reliktareale der Andenregion beschränkt.
Die Vielfalt der Gürteltiere reicht von den maulwurfsartigen Gürtelmullen bis zum Riesengürteltier. Sie bewohnen Wälder und Trockengebiete gleichermaßen. Eine einzige Art, das Neunbindengürteltier, kommt auch in der Nearktis vor. Die Ameisenbären sind mit Riesenameisenbär, Tamandua und Zwergameisenbär vertreten. Die Faultiere sind nur noch durch Baumformen vertreten, während bis ins Pleistozän auch große bodenlebende Formen existierten. Ameisenbären und Faultiere sind heute auf die neotropische Region beschränkt. Hier kommen sie aber auch in Mittelamerika vor.
Gleiches gilt für die Neuweltaffen, die in der Neotropis endemisch sind, aber sowohl Süd- als auch Mittelamerika bewohnen. Die Neuweltaffen haben im Gegensatz zu den Altweltaffen keine Bodenformen hervorgebracht. Sie lassen sich in Kapuzinerartige, Klammerschwanzaffen, Nachtaffen, Sakiaffen und Krallenaffen unterteilen.
Die Meerschweinchenverwandten des amerikanischen Kontinents sind fast ausschließlich auf die neotropische Region beschränkt. Lediglich die Baumstachler sind mit dem Urson auch in der Nearktis heimisch. Die Wasserschweine waren es bis ins späte Pleistozän, sind heute aber auf die Neotropis beschränkt. Weitere Familien der Meerschweinchenverwandten sind die Trugrattenartigen (Octodontoidea), die bodenbewohnenden Cavioidea, Chinchilloidea und Dinomyoidea. Letztere sind nur noch durch das Pakarana vertreten. Daneben kommen die schwimmenden Myocastoridae (Sumpfbiber) vor.
Die zweite wichtige Nagetiergruppe sind die Neuweltmäuse, die die ganze Region mit Ausnahme des Amazonasbeckens bewohnen und in großer Formenvielfalt von Feuerland und den Hängen der Anden bis Mexiko verbreitet sind. Weitere Nager sind die Taschenratten, die vor allem in Mittelamerika vorkommen und die Taschenmäuse, die bis in den Norden Südamerikas vorkommen. Außerdem kommen Hörnchen (Sciurus, Sciurillus und Microsciurus) vor. Hasen sind durch zwei Gattungen (Lepus und Sylvilagus) in der neotropischen Region vertreten.
Die Spitzmäuse kommen in Mittelamerika und im Norden Südamerikas vor, während sie im Süden von Beutelratten vertreten werden. Die einzige Gattung der Spitzmäuse, die in Südamerika selbst vorkommt, ist Cryptotis, offenbar ein sehr junger Einwanderer. Die Schlitzrüssler kommen auf Kuba und Haiti vor. Die Nesophontiden sind im Holozän auf den großen Antillen ausgestorben. Die Fledertiere sind nur durch Fledermäuse (Microchiroptera) vertreten. Diese kommen in mehreren Familien vor.
Die Paarhufer sind durch Kamele (Guanako, Vikunja), verschiedene Hirsche (Weißwedelhirsch, Pampashirsch, Sumpfhirsch, Gabelhirsche, Pudus, Mazamas) und drei Pekariarten vertreten. Das Halsbandpekari dringt auch in die südlichen Bereiche der Nearktis vor, während Weißbartpekari und Chaco-Pekari auf die Neotropis beschränkt sind. Der Weißwedelhirsch dringt in der Nearktis sogar bis Kanada vor. Alle anderen Paarhuferarten sind gänzlich auf die Neotropis beschränkt. Dabei ist das Vikunja ein typischer Hochgebirgsbewohner der Anden, während das Guanako die Trockengebiete des Südens besiedelt. Die Hirsche sind in den meisten Lebensräumen zumindest mit einer Art vertreten.
Während die Pferde in Süd- und Nordamerika am Ende des Pleistozän vor rund 10.000 Jahren ausgestorben sind, überlebten die Tapire und stellen mit dem Mittelamerikanischen Tapir die größten Landtiere des Kontinents. Die beiden anderen Arten sind der Flachlandtapir und der Bergtapir. Tapire fehlen in der nearktischen Region.

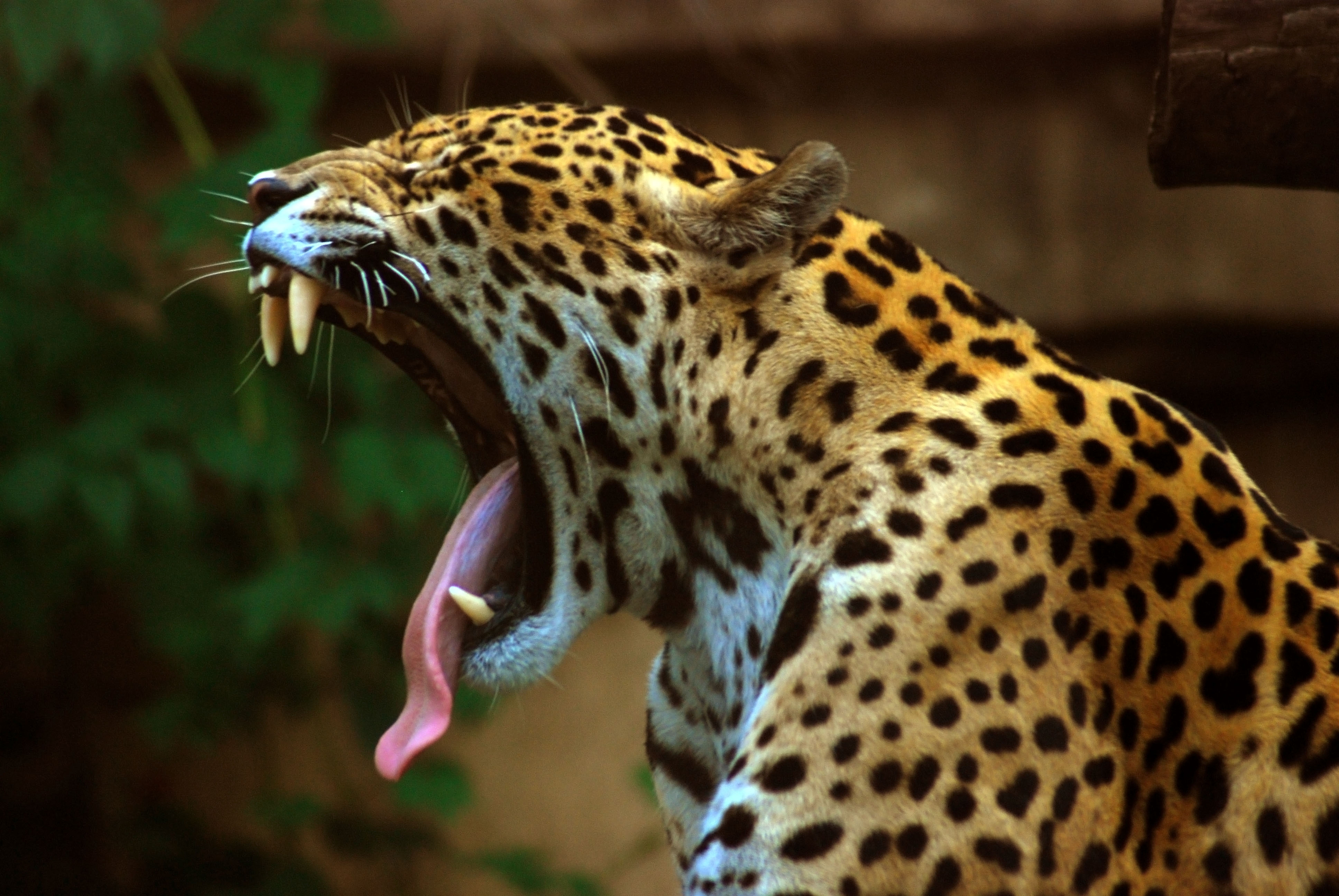
Der Jaguar ist die größte Katze der Neotropis

Die Raubtiere sind in der Neotropis durch Stinktiere und Marderartige, Kleinbären, Großbären, Katzen und Hunde vertreten. Unter den Mardern fällt die Tayra auf. Weitere Formen sind Wiesel, Grisons und Otter, von denen der Riesenotter die größte Art darstellt. Typisch für die Neotropis sind die Kleinbären. Dazu zählen Nasenbären, Krabbenwaschbären, Makibären und Wickelbären. Das Mittelamerikanische Katzenfrett kommt zumindest im Norden der Region vor. Die Großbären sind heute nur noch durch den Brillenbär vertreten, der auf die Anden beschränkt ist. Der Brillenbär ist der letzte Vertreter der Tremarctinae. Im Pleistozän existierten in Nord- und Südamerika verschiedene Vertreter dieser Bären-Unterfamilie. Unter den Hunden ist der Mähnenwolf die größte Art. Daneben existieren zahlreiche kleinere Gattungen wie Kurzohrfuchs, Waldhund, Maikong und diverse Lycalopex-Arten. Zumindest Venezuela erreicht der ansonsten nearktisch verbreitete Graufuchs. Die größte Katze und nach dem Brillenbären zugleich das zweitgrößte Raubtier der Neotropis ist der Jaguar. Er erreichte natürlicherweise die südlichen Bereiche der Nearktis. Der Puma ist etwas kleiner und war einst weit über Nord- und Südamerika verbreitet. Er bewohnte ursprünglich nahezu die gesamte neotropische Region. Weitere kleinere Katzen der Region sind Ozelot, Langschwanzkatze, Tigerkatze, Jaguarundi und Andenkatze. In den Flüssen der neotropischen Region leben Manatis und Flussdelphine.
An den Küsten der Region leben verschiedene Robbenarten, wie der Seeelefant, die Mähnenrobbe und der Galapagos-Seelöwe. Die Karibische Mönchsrobbe ist dagegen ausgestorben.
Unter den Vögeln, die in der neotropischen Region besonders vielfältig vertreten sind, sind folgende Gruppen charakteristisch: Nandus, Steißhühner, Tukane, Sägeracken, Glanzvögel, Kolibris, Tyrannen (Tyrannidae), Hokkohühner, Wehrvögel, Hoatzin. Einige Tyrannen- und Kolibriarten kommen auch in der Nearktis vor.